# José Adriano de Lizarralde
José Adriano de Lizarralde Balerdi, conocido como Padre Lizarralde o Aita Lizarralde (Zaldivia, 17 de marzo de 1884- Bilbao, 25 de julio de 1935), religioso franciscano, escritor e historiador español. 
Su obra como historiador estuvo dedicada principalmente a la historia religiosa local del País Vasco, estando especialmente vinculada al Santuario de Aránzazu.

## Biografía
Nació en 1884 en la pequeña localidad guipuzcoana de Zaldivia (País Vasco, España). Fue ordenado sacerdote católico en Pamplona en 1911. Sus estudios sacerdotales se complementaron con estudios de Filosofía y Letras. Tras ser ordenado fue destinado como profesor al colegio de Aránzazu en Oñate (Guipúzcoa), donde residiría parte de su vida. Buena parte de las obras históricas de Lizarralde están dedicadas al Santuario de Aránzazu y al culto mariano existente en ese enclave de Guipúzcoa. También fue el autor del diseño del escudo de dicho Santuario.
Dentro de la Orden Franciscana desempeñó el cargo de guardián en varias casas de la Orden y fue definidor de la Provincia de Cantabria (provincia franciscana que incluye al País Vasco, Navarra, Cantabria y la provincia de Burgos).
Como escritor e historiador fue el primer director de la revista Aránzazu y colaboró en varias publicaciones como Anuario de Folklore, Eco Franciscano Yakintza y Revista Oñate. Fue miembro de la Real Academia de la Historia. Sus obras están vinculadas principalmente a historia religiosa local del País Vasco; culto mariano en el País Vasco, historia de la órdenes religiosas, etc. Escribió la mayor parte de su obra en castellano, aunque alguno de sus textos es en lengua vasca.
Cuando falleció en 1935 en la ciudad de Bilbao, tenía acabada una obra sobre la Historia del Santuario de Aránzazu, que sería publicada de forma póstuma. Dejó inacabada, pero muy avanzada, la tercera parte de la trilogía Andra Mari, dedicada a la historia del culto a la Virgen en el País Vasco, siendo la parte inacabada la referida a la provincia de Álava.
En Oñate, localidad en la que residió y a la que dedicó la parte más extensa de su obra, existe una calle que honra su memoria.

## Obras publicadas
- La Virgen de Aránzazu. Patrona de Guipúzcoa, Bilbao, 1919.
- Orígenes de la vida claustral en el País Vasco, San Sebastián, 1919.
- Historia del Convento de la Purísima Concepción de Azpeitia, Contribución a la Historia de la Cantabria Franciscana, Santiago de Compostela, 1921.
- Andra Mari. Reseña histórica del culto a la Virgen Santísima en la provincia de Guipúzcoa, Bilbao, 1926.
- Historia de la Universidad de Sancti Spiritus de Oñate, Tolosa, 1930.
- Legazpiko Gurutze Deunaren edesti ta bederatziurren laburra, Tolosa, 1931.
- Andra Mari. Reseña histórica del culto a la Virgen Santísima en la provincia de Vizcaya, Bilbao, Arantzazu Ediciones Franciscanas, 1934. (reeditado en 1985)
- Historia del Santuario de Aránzazu, San Sebastián, Arantzazu Ediciones Franciscanas, 1950.

- Datos: Q9013488